# Общност за развитие на държавите от Южна Африка
Общност за развитие на държавите от Южна Африка (на английски: Southern African Development Community, SADC) е търговско-икономически съюз на държавите от Южна Африка.

## История
Предпоставките за създаване на Общността за развитие на държавите от Южна Африка датират към 1960-те и 1970-те години, когато лидерите на националноосвободителни движения и управлявани от етническите си мнозинства държави започват да координират своите политически, военни и дипломатически усилия за да сложат край на колониалното управление на бялото малцинство в страните в Южна Африка. За предшественик на крилото на организацията, занимаващо се днес със сътрудничество в политическата и военната сфера, може да се смята неформалната Организация на Фронта на Държавите, основана през 1980 година.
От друга страна, социално-икономическото крило на Общността за развитие на държавите от Южна Африка е наследник на Южноафриканската Конференция за Координация на развитието, която е основана на 1 април 1980 година с подписването на Декларацията от Лусака от 9 южноафрикански страни, управлявани от етническото си мнозинство. В отделни исторически моменти, членовете на Организацията на Фронта на държавите и Южноафриканската конфедерация за координация на развитието не са съвпадали напълно. Южноафриканската конфедерация за координация на развитието се преобразува в Общността за развитие на държавите от Южна Африка на 17 август 1992 година, когато страните съоснователки на новата организация и новоосвободената Намибия подписват Декларацията във Виндхук и договора, учредяващ ОРДЮА. Макар че договорът от 1992 година предвижда сътрудничество в социално-икономическата, политическата и отбранителната област, едва през 1994 година, след края на апартейда в Южна Африка се закрива Организацията на фронта на държавите и ОРДЮА започва активно да се занимава със сътрудничество в областта на военното дело.
На 14 август 2001 година са приети поправки по учредителния договор на организацията, които са предвестник на основната промяна в структурите, политиката и процедурите на ОРДЮА. Тези промени все още продължават. Една от промените е, че сътрудничество в политическата област и сигурността е обособено в Органа за политика, отбрана и сигурност. Като едно от основните крила на ОРДЮА, Органът е под надзора на висшия орган на организацията, който е съставен от държавните глави на страните-членки. През 2008 година, ОРДЮА приема създаването на зона за свободна търговия между страните-членки на организацията и страните-членки на Източноафриканската общност (Кения, Танзания, Уганда, Руанда и Бурунди), и тези на Общия пазар за Централна и Източна Африка (ОПЦИА). Процесът на създаване на зона за свободна търговия от ОРДЮА започва със сключването на споразумение за свободна търговия между страните, членки на Южноафриканския митнически съюз през 2000 година, като тогава се включват 5 страни: Република Южна Африка, Ботсвана, Лесото, Свазиленд и Намибия. След това се присъединяват и Мавриций, Зимбабве и Мадагаскар. През 2008 година Мозамбик, Танзания, Малави и Лесото стават част от зоната за свободна търговия, като така страните-членки на зоната достигат 12. Все още в зоната за свободна търговия не участват Ангола, Демократична република Конго и Сейшелите.

## Страни-членки
| Страна                | Площ          | Население  | Бележки                                                                           |
| --------------------- | ------------- | ---------- | --------------------------------------------------------------------------------- |
| Ангола                | 1 246 700 km² | 25 646 166 |                                                                                   |
| Ботсвана              | 582 000 km²   | 2 024 904  |                                                                                   |
| Коморски острови      | 2235 km²      | 575 660    | от 20 август 2017 г.                                                              |
| ДР Конго              | 2 344 858 km² | 78 736 153 | от 8 септември 1997 г.                                                            |
| Есватини              | 17 363 km²    | 844 223    |                                                                                   |
| Лесото                | 30 355 km²    | 1 741 406  |                                                                                   |
| Мадагаскар            | 587 295 km²   | 12 238 914 | членството е възстановено на 30 януари 2014 г. след наложено спиране през 2009 г. |
| Малави                | 118 484 km²   | 13 077 160 |                                                                                   |
| Мавриций              | 1969 km²      | 1 237 000  | от 28 август 1995 г.                                                              |
| Мозамбик              | 801 590 km²   | 20 252 223 |                                                                                   |
| Намибия               | 824 268 km²   | 2 104 900  | от 21 март 1990 г. (след независимост на страната)                                |
| Сейшелски острови     | 456 km²       | 90 945     | членове от 8 септември 1997 до 1 юли 2004 г. Присъединяват се отново през 2008 г. |
| Република Южна Африка | 1 221 037 km² | 56 000 000 | от 30 август 1994 г.                                                              |
| Танзания              | 947 303 km²   | 44 928 923 |                                                                                   |
| Замбия                | 752 612 km²   | 13 046 508 |                                                                                   |
| Зимбабве              | 390 757 km²   | 12 973 808 |                                                                                   |

## Предизвикателства пред страните-членки
Страните-членки на ОРДЮА са изправени пред много социални, икономически, търговски, образователни, здравни, дипломатически, отбранителни, политически и модернизационни предизвикателства. Някои от тези предизвикателства не могат да бъдат решени от индивидуалните страни сами по себе си. Болестите по добитъка и организираните престъпни групи, например, не зачитат национални граници. Ако в едната страна започне война, това може да завлече съседни страни в конфликта и/или да навреди на икономиките им. Устойчивото развитие, което може да се постигне чрез търговия е заплашено от наличието на различни стандарти за продуктите и митнически режими, както и от слабата митническа и транспортна инфраструктура. Целите на ОРДЮА в сътрудничеството в социално-икономическата, военната и политическата сфера са еднакво всеобхватни и насочени към разрешаване на различните общи предизвикателства.

## Цели
Целите на Организацията за развитие на държавите от Южна Африка са прокламирани в различни писмени източници. Сред тях са Учредителният договор на ОРДЮА, други резолюции на организацията (като Протоколът против корупцията, Протоколът за контрол на огнестрелните оръжия, Протоколът за образование и протокола за здравеопазване); планове за развитие и сътрудничество като Регионалния индикативен план за стратегическо развитие (РИПСР) и Стратегическия индикативен план на органа (СИПО), както и декларации като тези за борбата със ХИВ/СПИН и осигуряването на продоволствената сигурност. Не всички планове и договори от преди промените в устава през 2001 година са хармонизирани с по-детайлните и съвременни планове като РИПСР и СИПО.
В някои области, целта на сътрудничеството е по-голяма координация между националите политики и дейности на страните-членки. В други области, страните се стремят към далеч по-широкообхватни видове сътрудничество. Например, в областта на външната политика основната цел е координация и сътрудничество, но в областта на търговията и икономическата политика, се развива по-тясно сътрудничество, чиято бъдеща цел е създаването на общ пазар с общи регулаторни институции.

## Структура и начин на взимане на решения
Организацията има осем основни органа, сред които са:
- Висш орган на организацията, съставен от държавните глави на страните-членки
- Орган за политика, отбрана и сигурност
- Министерски съвет
- Трибунал
- Национални комитети на ОРДЮА
- Секретариат.

Освен в трибунала, който е със седалище във Виндхук, Намибия, в националните комитети по ОРДЮА и в Секретариата, във всички органи взимането на решения е чрез консенсус.

## ОРДЮА на практика
ОРДЮА е слаба организация, тя не е достатъчно добре финансирана и страните-членки в действителност не биха искали да дадат на организацията правомощията, които са били предвидени при започналото преструктуриране на организацията през 2001 година.
Един пример за слабост в организацията е провалът да се приведе в сила решението на Трибунала на ОРДЮА в делото на Майк Кампбел ООД и други срещу Република Зимбабве. Този забележителен случай илюстрира липсата на воля между страните-членки на ОРДЮА да защитят гражданите от нелегални действия като побоища и конфискуване на имоти, като например тези, извършени под ръководството на Робърт Мугабе в Зимбабве. Проявената от страните-членки на ОРДЮА липса на морален кураж да приведат в сила решението на Трибунала не е останала незабелязана от международната общност.
Друго значимо предизвикателство пред организацията е че страните-членки участват и в други схеми за регионално сътрудничество в областта на икономиката, политиката и отбраната които могат да конкурират или подкопаят целите на ОРДЮА. Например, Република Южна Африка и Ботсвана членуват в Южноафриканския митнически Съюз, Замбия е част от Общия пазар за Централна и Източна Африка, а Танзания е член на Източноафриканската общност.
На 22 октомври 2008 година, ОРДЮА се присъединява към Общия пазар за Централна и Източна Африка и Източноафриканската общност и така се формира Африканската зона за свободна търговия, която се състои от 26 страни с общ БВП 624 милиарда щатски долара. Надеждата е, че Африканската зона за свободна търговия ще улесни достъпа до пазари в зоната и ще реши проблемите, свързани с обстоятелството че някои страни-членки членуват и в други икономически организации.
Африканската зона за свободна търговия е реализацията на мечтата за изграждането на свободна търговска зона на целия африкански континент от нос Добра Надежда до Кайро, първо предвидена от Сесил Роудс и други британски империалисти през 90-те години на 19 век. Единствената разлика е, че Африканската зона за свободна търговия е създадена от самите африкански държави за взаимната изгода и развитие на страните-членки.
Освен да премахне двойното членство на страните-членки в други организации за икономическо, политическо и военно сътрудничество които могат да се конкурират или подкопават взаимно, Африканската зона за свободна търговия има за цел и да увеличи преговорната силна на държавите при уреждането на международни сделки. Анализатори смятат, че споразумението за Африканската зона за свободна търговия ще спомогне за увеличението на вътрешнорегионалната търговия и ще подпомогне икономическия растеж в региона.

## Знаме
Знамето на организацията е изработено от хора, граждани на страните-членки чрез конкурс, проведен през 1995 година. Новото знаме представлява тъмно син фон със зелен кръг в средата, като логото на ОРДЮА е в центъра на кръга. В официалното описание на знамето, синьото символизира небето и океана които носят вода и живот, а зеленото богата флора и фауна на региона. Богатството от злато на региона е отразено в златните букви на логото на ОРДЮА. Знамето бе използвано за първи път на срещата на ОРДЮА през 1995 година в Световния търговски център в Йоханесбург.

## Лидери
Председатели на ОРДЮА
- Леви Муауанаса (2007 година)
- Каглема Мотванте (2008 – 2009 година)
- Йакоб Зума (2009 – 2010 година)
- Джоузеф Кабила, президент на Демократична Република Конго (2010 година – днес)

Генерални Секретари
- Кайре Мбуенде (1994 – 2001 година)
- Прега Рамсами (2001 – 2005 година)
- Томас Саломао (2005 година – днес)